# Chapada do Araripe
Chapada do Araripe is een van de 33 microregio's van de Braziliaanse deelstaat Ceará. Zij ligt in de mesoregio Sul Cearense en grenst aan de deelstaten Pernambuco in het zuiden en Piauí in het westen, de mesoregio's Sertões Cearenses en Centro-Sul Cearense in het noorden en de microregio's Caririaçu in het noordoosten en Cariri in het oosten. De microregio heeft een oppervlakte van ca. 4785 km². Midden 2004 werd het inwoneraantal geschat op 93.234.
Vijf gemeenten behoren tot deze microregio:
- Araripe
- Assaré
- Campos Sales
- Potengi
- Salitre

Mesoregio's: Centro-Sul Cearense · Jaguaribe · Metropolitana de Fortaleza · Noroeste Cearense · Norte Cearense · Sertões Cearenses · Sul Cearense

Microregio's: Baixo Curu · Baixo Jaguaribe · Barro · Baturité · Brejo Santo · Canindé · Cariri · Caririaçu · Cascavel · Chapada do Araripe · Chorozinho · Coreaú · Fortaleza · Ibiapaba · Iguatu · Ipu · Itapipoca · Lavras da Mangabeira · Litoral de Aracati · Litoral de Camocim e Acaraú · Médio Curu · Médio Jaguaribe · Meruoca · Pacajus · Santa Quitéria · Serra do Pereiro · Sertão de Crateús · Sertão de Inhamuns · Sertão de Quixeramobim · Sertão de Senador Pompeu · Sobral · Uruburetama · Várzea Alegre